# Stowarzyszenie Inżynierów Doradców i Rzeczoznawców
Stowarzyszenie Inżynierów Doradców i Rzeczoznawców (SIDiR) – polska organizacja, zrzeszającą osoby fizyczne, głównie niezależnych inżynierów, prawników i ekonomistów oraz prywatne firmy w charakterze członków wspierających, zajmujących się doradztwem inżynierskim obejmującym między innymi: przygotowanie studiów wykonalności, projektowanie, nadzór nad realizacją robót budowlanych, zarządzanie przedsięwzięciami inwestycyjnymi zgodnych ze standardami międzynarodowymi.
SIDIR od 1991 roku jest członkiem i jedynym w Polsce przedstawicielem FIDIC (Fédération Internationale Des Ingénieurs-Conseils), a także European Federation of Engineering Consultancy Association (EFCA) oraz członkiem wspierającym Dispute Resolution Board Foundation (DRBF).
Od Członków Stowarzyszenia wymaga się posiadania odpowiednich kwalifikacji zawodowych, umiejętności działania na międzynarodowych rynkach inwestycyjnych z zachowaniem wysokich standardów etycznych. 

## Historia doradztwa inżynierskiego w Polsce

### Początki
W kongresie założycielskim FIDIC w Gandawie w roku 1913, uczestniczyli jako obserwatorzy czterej przedstawiciele Rosji, a wśród nich z Warszawy: Ksawery Gnoiński (inżynier doradca) i Mieczysław Pożaryski, (wówczas wykładowca w Mechaniczno-Technicznej Szkole Wawelberga — a od 1919 r. profesor na Politechnice Warszawskiej).
W roku 1914 zostało utworzone Koło Inżynierów Doradców i Inżynierów Rzeczoznawców K.I.D.I.R. przy Stowarzyszeniu Techników w Warszawie, które to Stowarzyszenie zmieniło w 1919 r. nazwę na Stowarzyszenie Techników Polskich w Warszawie). K.I.D.I.R. działał przy tym Stowarzyszeniu do 1929 r., a następnie do 1939 r. jako polskie stowarzyszenie inżynierów konsultantów pod tradycyjną nazwą Koło Inżynierów-Doradców i Inżynierów-Rzeczoznawców (K.I.D.I.R.). W dniach 13 – 16 maja 1926 roku, odbył się w Warszawie Trzeci Międzynarodowy Kongres Inżynierów Konsultantów.
W roku swojego założenia K.I.D.I.R. liczył 9 członków, natomiast w roku 1934 miał już ich 19, gdy wszystkie pozostałe 10 organizacji należących wtedy do FIDIC zrzeszały razem 440 członków.Wybuch II Wojny Światowej przerwał na wiele lat działalność Koła Inżynierów Doradców i Inżynierów Rzeczoznawców K.I.D.I.R.

### Po II Wojnie Światowej
W nowej sytuacji polityczno-gospodarczej nie było jednak miejsca na niezależne doradztwo inżynierskiei w związku z tym nie reaktywowano K.I.D.I.R., a na pierwszym po zakończeniu wojny zebraniu delegatów FIDIC, w roku 1947 w Amsterdamie, Polska nie była już reprezentowana. W grudniu 1945 r. została utworzona Naczelna Organizacja Techniczna NOT, która przejęła  siedzibę Stowarzyszenia Techników Polskich przy ulicy Czackiego oraz wydawanie „Przeglądu Technicznego”. 

### Reaktywacja K.I.D.I.R.
Korzystając z rozluźnienia ograniczeń gospodarczych w roku 1981 powstało, przy pomocy NOT, Towarzystwo Konsultantów Polskich TKP. Główną działalnością Towarzystwa było pośrednictwo przy wykonywaniu przez osoby prywatne zleceń przedsiębiorstw państwowych na ekspertyzy, konsultacje i projekty i ponosiło za nie odpowiedzialność prawną i finansową. Towarzystwo Konsultantów Polskich TKP, mające zapisane w swym statucie kontakty ze stowarzyszeniami międzynarodowymi.
Na mocy porozumienia zawartego między TKP i FIDIC powołano w ramach TKP organizację inżynierów konsultantów, spełniających warunki FIDIC. W dniu 17.04.1991 odbyło się zebranie organizacyjne KIDIR−TKP, na którym został przyjęty regulamin i wybrany zarząd koła, a w lipcu 1991 nadał KIDIR−TKP uzyskał prawa Oddziału i samodzielność organizacyjną. Umożliwiło to przyjęcie KIDIR−TKP na członka FIDIC na Walnym Zgromadzeniu (GAM) w Tokio w dniu 18 września 1991 roku. 
W latach 1992 – 1993 KIDIR−TKP prowadzi intensywną działalność szkoleniową w formie seminariów międzynarodowych, seminariów krajowych oraz dyskusyjnych spotkań członków oraz wydaje najważniejsze książki FIDIC w równoległej wersji angielskiej i polskiej. 

## SIDiR

### Powstanie SIDiR
Na Walnym Zebraniu KIDIR−TKP w dniu 6 grudnia 1993 r. została podjęta uchwała o wystąpieniu KIDIR−TKP z TKP oraz o podjęciu działań zmierzających do zarejestrowania zgodnie z prawem polskim samodzielnej organizacji pod nazwą Stowarzyszenie Inżynierów Doradców i Rzeczoznawców SIDiR oraz do przeprowadzenia przeniesienia na to stowarzyszenie członkostwa w FIDIC.
SIDiR został zarejestrowany w dniu 9 marca 1994 r., po złożeniu w Sądzie podpisanego przez Komitet Założycielski wniosku i statutu stowarzyszenia, a 16 kwietnia 1994 r. odbyło się pierwsze Walne Zgromadzenie SIDiR. Zarząd FIDIC uznał zmiany Statutu i zmianę nazwy z KIDIR−TKP na SIDiR za zgodne ze Statutem FIDIC. 
We wrześniu 1994 roku na Kongresie w Sydney SIDiR został przez Walne Zgromadzenie FIDIC jednogłośnie uznany za jedyną polską organizację członkowską FIDIC. Na dzień 1 kwietnia 1995 r. stan SIDiR wynosił 59 członków zwyczajnych, 5 członków wspierających i 14 wspierających firm członkowskich.

### Cele Stowarzyszenia
Jednym z celów statutowych SIDiR jest reprezentowanie Niezależnych Konsultantów na szczeblu krajowym i międzynarodowym oraz współpraca w ich imieniu z krajowymi i zagranicznymi organizacjami inżynierskimi i doradczymi.
SIDiR kładzie nacisk na niezależną działalność inżynierów konsultantów będącą warunkiem zrównoważonego rozwoju społeczno-gospodarczego, zapisanego zarówno w Konstytucji RP jaki warunkach proponowanych przez FIDIC. Konsultant, aby pracował skutecznie, nie tylko sam musi nieustannie podnosić poziom swojej wiedzy i umiejętności, ale również społeczeństwo powinno szanować jego uczciwość i zaufać osądowi przedstawicieli tego zawodu. Niezależny inżynier konsultant przestrzega zasad kodeksu etyki obejmującego wskazówki dotyczące między innymi; etyki zawodowej, niezależności i kompetencji, który SIDiR przyjął dla swoich członków wzorując się na takim kodeksie etyczny obowiązującym w FIDIC. Każdy członek SIDiR, wstępując do Stowarzyszenia, podpisuje deklarację, w której zobowiązuje się do przestrzegania poniższych zasad opisanych w Kodeksie etyki niezależnego inżyniera konsultanta – członka SIDiR.
Stowarzyszenie propaguje i rozpowszechnia w Polsce nowoczesne zasady organizacji i prowadzenia procesów inwestycyjnych, rekomendowane przez FIDIC i stosowane między innymi przez Bank Światowy (IBRD), Europejski Bank Odbudowy i Rozwoju (EBOR) i Europejski Bank Inwestycyjny (EIB). Członkowie SIDIR dostosowują sprawdzone międzynarodowe wzory różnorodnych Kontraktów do wymagań polskiego prawa i przepisów. 

### Działania statutowe
Realizując swoje statutowe cele Stowarzyszenie zajmuje się między innymi tłumaczeniem, wydawaniem i promowaniem literatury zawodowej oraz organizowaniem szkoleń, kursów, seminariów, sympozjów i innych spotkań członków oraz osób zawodowo zainteresowanych współpracą z Niezależnymi Konsultantami.
1 października 2007 r. rozpoczęło się wydawanie Biuletynu SIDiR „KONSULTANT” i zwykłe ukazują się cztery numery rocznie w nakładzie 2000 egzemplarzy propagując praktyczne aspekty idei niezależnego doradztwa inżynierskiego.
SIDiR prowadzi szkolenia dla osób z różnych środowisk w zakresie stosowania warunków kontraktu FIDIC w praktyce. 
Członkowie SIDiR czynnie działają w komisjach rozjemczych. Na życzenie stron kontraktów Prezes Zarządu SIDiR wyznacza rozjemców w zgłoszonych spornych sprawach.
Od roku 2005 działa Sąd Arbitrażowy przy SIDiR, który jest instytucją wyspecjalizowaną zwłaszcza w rozstrzyganiu sporów budowlanych i dotyczących zamówień publicznych. 
Przy Stowarzyszeniu działa również Ośrodek Mediacji, który stanowi alternatywę dla sądowego rozwiązywania sporów.
W strukturach SIDiR działa od roku 2006 Koło Młodych Profesjonalistów zrzeszające członków zwyczajnych Stowarzyszenia, którzy nie ukończyli 35 roku życia, którego zadaniem jest propagowanie FIDIC oraz pomoc w przygotowaniu młodych inżynierów do pracy w zawodzie Inżyniera Konsultanta. 

## Współpraca SIDiR z organizacjami międzynarodowymi
Oo 1998 r. SIDiR jest członkiem Europejskiej Federacji Stowarzyszeń Doradztwa Inżynierskiego (EFCA), która jest niekomercyjną i niezależną zawodową organizacją i jedyną europejską federacją reprezentującą profesjonalne, inżynierskie usługi doradcze. Na tę chwilę EFCA obejmuje 26 krajowe stowarzyszenia z 24 państw, reprezentujące ponad 10 000 firm. EFCA oferuje pomoc zainteresowanym europejskim instytucjom, aby dyrektywy i przepisy mające wpływ na doradztwo inżynierskie były sprawiedliwe zarówno w stosunku do tego zawodu, jak i do ogółu społeczeństwa. EFCA reprezentuje także interesy swoich członków wobec instytucji kredytowych, takich jak Bank Światowy i Europejski Bank Odbudowy i Rozwoju, oraz innych instytucji i organizacji w Europie i poza nią.
SIDiR jest członkiem wspierającym Dispute Resolution Board Foundation (DRBF), organizacji non-profit, której celem jest promowanie unikania i rozwiązywania sporów za pomocą unikalnej i sprawdzonej metody DRB. DRBF zapewnia pomoc w światowym zastosowaniu metody DRB poprzez zapewnienie dostarczając porady i sugestie dostosowane do warunków i praktyk istniejących w obszarach lokalnych oraz oferuje pomoc w znalezieniu odpowiednich specjalistów.